# Paolo Guerrero
José Paolo Guerrero Gonzales (* 1. Januar 1984 in Lima) ist ein peruanischer Fußballspieler. Er steht aktuell beim ecuadorianischen Erstligisten LDU Quito unter Vertrag.

## Karriere

### Vereine

#### FC Bayern München
Nach zehn Jahren in der Jugendabteilung von Alianza Lima und dem Jugendalter entwachsen, zog es Guerrero nach Deutschland. Von 2002 bis 2004 spielte er zunächst für die Regionalliga-Mannschaft des FC Bayern München. Sein Debüt gab er am 24. November 2002 (20. Spieltag) im Heimspiel gegen die Sportfreunde Siegen. Am 7. Dezember 2002 (22. Spieltag) beim 4:0-Heimsieg gegen die Amateure von Eintracht Frankfurt gelangen ihm seine ersten beiden Tore. In der Folgesaison gehörte er bereits der Profi-Mannschaft an, spielte aber nach wie vor für die Amateurmannschaft, mit der er bis 2006 in 70 Spielen 45 Tore erzielte.
Am 23. Oktober 2004 (9. Spieltag) debütierte er in der Bundesliga beim 2:0-Sieg im Auswärtsspiel gegen Hansa Rostock, als er in der 55. Minute für Vahid Hashemian eingewechselt wurde. Sein erster Treffer in der höchsten Spielklasse war das Tor zum 3:0-Endstand am 6. November 2004 (12. Spieltag) im Heimspiel gegen Hannover 96.
In seiner ersten Saison erzielte er in 13 Spielen, in denen er als Einwechselspieler zumeist nur Kurzzeiteinsätze hatte, sechs Treffer. Dabei gelang ihm in der Hinrunde der Saison 2004/05 eine Torquote als „Joker“ mit fünf Toren in sechs Einsätzen. Des Weiteren erzielte er oft spielentscheidende Treffer im DFB-Pokal und in der Champions League.

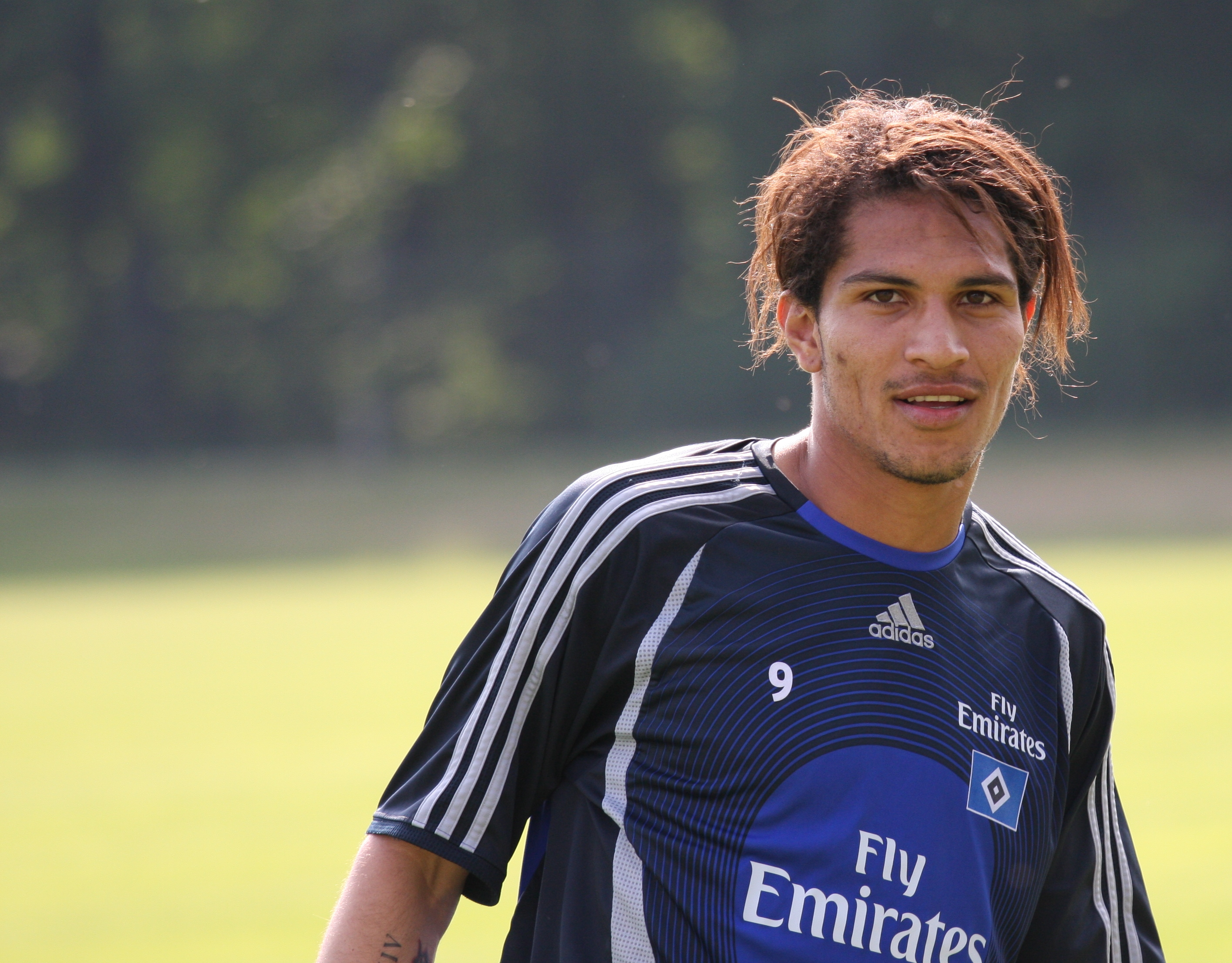
Paolo Guerrero (2008)

#### Hamburger SV
Zur Saison 2006/07 wechselte Guerrero zum Hamburger SV; die Ablösesumme betrug 2,8 Millionen Euro. Im achten Spiel seit Saisonbeginn, am 22. Oktober 2006, erzielte er im Spiel gegen Bayer 04 Leverkusen nach 0:1-Rückstand zwei Tore zum ersten Saisonsieg der Hamburger.
Im Achtelfinal-Rückspiel des UEFA-Pokals am 19. März 2009 trug er nach einem 0:2-Rückstand gegen Galatasaray Istanbul mit seinen beiden Toren in der 57. und 60. Minute maßgeblich zum 3:2-Sieg und zum Erreichen des Viertelfinales bei.
In der Saison 2007/08 entwickelte er sich unter Trainer Huub Stevens zum Stammspieler und erzielte neun Tore. Unter den Nachfolgetrainern, Martin Jol und Bruno Labbadia, konnte er sich im Wesentlichen durchsetzen.
Eine in einem Länderspiel erlittene Verletzung zwang ihn in der Saison 2009/10 über Monate zu pausieren. Im Januar 2010 machte er durch Flugangst, deretwegen er nicht pünktlich aus Peru anreisen konnte, auf sich aufmerksam. Unmittelbar nach dem Bundesliga-Heimspiel am 29. Spieltag gegen Hannover 96 am Sonntag, den 4. April 2010 geriet er bundesweit in die Schlagzeilen, als er aus dem Innenraum des Stadions einem Zuschauer auf der Tribüne eine etwa 0,7 Liter fassende, gefüllte Plastik-Trinkflasche an den Kopf geworfen hatte. Der Zuschauer, ein Anhänger der eigenen Mannschaft, soll ihn für seine mangelnde Leistung beschimpft haben. Dieses Spiel war Guerreros erster Einsatz im eigenen Stadion nach seiner siebenmonatigen Verletzungspause. Die noch am selben Tag verhängte vereinsinterne Geldstrafe, nach eigener Darstellung in Höhe zwischen 50.000 und 100.000 Euro, gilt als die höchste Geldstrafe in der Vereinsgeschichte. Die Staatsanwaltschaft Hamburg nahm Ermittlungen von Amts wegen auf. Die vom DFB am 6. April 2010 eingeleiteten Ermittlungen führten am 8. April 2010 – mit Verkündung durch das DFB-Sportgericht in Frankfurt – zur Sperre für die restlichen fünf Bundesligaspiele der Saison und einer darüber hinaus verhängten Geldstrafe in Höhe von 20.000 Euro. Am 25. Mai 2010 verlängerte Paolo Guerrero seinen auslaufenden Vertrag um vier Jahre.
Im Bundesligaheimspiel gegen den VfB Stuttgart am 3. März 2012 erhielt er wegen groben Foulspiels an Sven Ulreich die Rote Karte. Am 6. März 2012 wurde er dafür vom DFB-Sportgericht für sieben Wochen gesperrt, was de facto eine Sperre für acht Spiele bedeutete.

#### Stationen in Brasilien

Paulo Guerrero (rechts) bei der Verleihung des Bronzenen Balls der Klubweltmeisterschaft 2012

Noch vor Beginn der Bundesliga-Saison 2012/13 wechselte Guerrero für eine Ablösesumme von ca. drei Millionen Euro (7,5 Millionen BRL) zum brasilianischen und in São Paulo beheimateten Erstligisten Corinthians, der Anfang Juli 2012 erstmals die Copa Libertadores, die südamerikanische Champions League, gewonnen hatte. Mit einem bis 2015 gültigen Vertrag ausgestattet debütierte er am 26. Juli 2012 (12. Spieltag) beim 2:0-Sieg im Heimspiel gegen Cruzeiro Belo Horizonte, als er in der 87. Minute für Emerson eingewechselt wurde.
Sein Kopfballtor zum 1:0-Siegtreffer gegen al Ahly Kairo im Halbfinalspiel der FIFA-Klub-Weltmeisterschaft 2012 in Japan ermöglichte die Teilnahme am Finale gegen den FC Chelsea. In diesem avancierte Guerrero ebenfalls zum „Matchwinner“, der seinem Verein, mit seinem Kopfballtor zum 1:0-Siegtreffer in der 69. Minute, zum zweiten Mal nach 2000 den Titel Klubweltmeister und ihm die Auszeichnung Bronzener Ball einbrachte.
Am 29. Mai 2015 wurde Guerreros Wechsel zum Ligarivalen Flamengo Rio de Janeiro bekannt gegeben.
Ein Jahr nach seiner Vertragsverlängerung mit Flamengo wurde Guerros Wechsel zu Internacional Porto Alegre bekannt. Der Kontrakt mit Internacional erhielt eine Laufzeit bis August 2021. Sein erstes Spiel für den Klub, in welchem er auch sein erstes Tor erzielte, bestritt er in der Staatsmeisterschaft von Rio Grande do Sul am 6. April 2019. Im Heimspiel gegen den SER Caxias stand der in der Startelf und traf in der 37. Minute zum 1:0 (Endstand-2:0).
Nach seiner Zeit bei Internacional war er länger vereinslos und trat dann ab Juli 2022 zehn Mal trefferfrei für den Avaí FC in der brasilianischen Série A an, der zum Saisonende als Vorletzter abstieg.

#### Racing Club und LDU
Im Januar 2023 wechselte der mittlerweile 39-jährige Guerrero zum argentinischen Erstligisten Racing Club, mit dem er Zwölfter wurde.
Im Juli 2023 schloss er sich dem ecuadorianischen Spitzenteam LDU Quito an. Mit LDU gewann er die Copa Sudamericana 2023. Auf dem Weg ins Finale erzielte er entscheidende Treffer gegen CD Ñublense aus Chile und den argentinischen Verein CSD Defensa y Justicia. Das Finale gegen Brasiliens Fortaleza EC ging ins Elfmeterschießen, wo Guerrero den ersten Ball seiner Mannschaft versemmelte, LDU aber am Ende dennoch mit 4:3 die Oberhand behielt.

### Nationalmannschaft
Für die A-Nationalmannschaft seines Landes debütierte er am 9. Oktober 2004 bei der 0:1-Niederlage in La Paz gegen die Auswahl Boliviens im Rahmen der Qualifikation zur Weltmeisterschaft 2006 in Deutschland. Sein erster Treffer war das zwischenzeitliche 2:0 beim 2:1-Sieg am 18. November 2004 über die Auswahl Chiles.
Im Juli 2009 sorgte Guerrero mehrfach für negative Schlagzeilen. Im Länderspiel gegen die Auswahl Ecuadors forderte er wutentbrannt einen Fan zu einer Schlägerei auf, nachdem dieser ihn als homosexuell betitelt hatte. Zehn Tage später im Spiel gegen die Auswahl Uruguays wurde er wegen Foulspiels des Feldes verwiesen. Daraufhin beleidigte er den Schiedsrichter schwer. Die FIFA verhängte eine Sperre von sechs Spielen. Guerrero legte dagegen Einspruch ein, dieser wurde jedoch abgewiesen.
Während des Länderspiels gegen die Auswahl Venezuelas am 9. September 2009 zog er sich einen (hinteren) Kreuzbandriss im linken Kniegelenk zu, wobei das vordere Kreuzband in Mitleidenschaft geriet. Nach überstandener Operation verlängerte sich die Genesungszeit, da Guerrero unter Flugangst litt und somit seinem Verein unfreiwillig länger nicht zur Verfügung stand.
2007 erreichte er mit der Mannschaft das Viertelfinale der Südamerikameisterschaft, das gegen die Auswahl Argentiniens mit 0:4 verloren wurde. 2011 gewann er mit der Mannschaft das Spiel um Platz 3 mit 4:1 gegen die Auswahl Venezuelas. Mit seinen Treffern zum 2:0, 3:1 und 4:1 gelangen ihm insgesamt fünf Turnier-Tore, womit er Torschützenkönig des Turniers wurde. 2015 wiederholte er mit der Mannschaft den Erfolg von 2011, als er mit dieser am 3. Juli mit 2:0 gegen die Auswahl Paraguays gewann und mit dem Treffer zum Endstand in der 89. Minute beitrug. Mit vier Toren in sechs Turnierspielen war er treffsicherster Torschütze, wobei ihm beim 3:1-Sieg im Viertelfinalspiel gegen die Auswahl Boliviens ein Hattrick gelang. Bei der vom 3. bis 26. Juni 2016 in den Vereinigten Staaten ausgetragenen Copa América Centenario 2016 – aus Anlass des 100-jährigen Bestehens der Copa América – avancierte Guerrero mit dem Treffer zum 1:0-Endstand im ersten Gruppenspiel gegen die Auswahl Haitis mit seinem 27. Länderspieltor zum alleinigen Rekordtorschützen seines Landes.
Er stand außerdem im Aufgebot Perus für die Fußballweltmeisterschaft 2018, bei der Peru nach zwei 0:1-Niederlagen gegen Dänemark und Frankreich und einem 2:0-Sieg gegen Australien als Dritter der Gruppe C noch in der Gruppenphase ausschied. Gegen Dänemark wurde Guerrero in der 63. Spielminute eingewechselt, bei den anderen beiden Spielen stand er als Kapitän in der Startelf und erzielte gegen Australien den Treffer zum 2:0-Endstand.
Er nahm auch an der Copa América 2019 teil und erreichte mit seiner Mannschaft das Finale gegen Gastgeber Brasilien, verlor dieses aber mit 1:3. Er erzielte dabei per Strafstoß das Tor zum zwischenzeitlichen Ausgleich. Mit zwei weiteren Turniertoren war er zusammen mit dem Brasilianer Everton bester Torschütze des Turniers und wurde in die Mannschaft des Turniers des Turniers gewählt.
Am  11. Oktober 2019 bestritt er bei der 0:2-Niederlage gegen Uruguay sein 100. Länderspiel.
Im ersten Gruppenspiel der Copa América 2024 beim 0:0 gegen Chile am 21. Juni 2024 wurde Guerrero mit 40 Jahren und 172 Tagen zum ältesten Feldspieler der Copa-Geschichte. Im selben Spiel wurde der chilenische Torhüter Claudio Bravo mit 41 Jahren und 69 Tagen zum ältesten Spieler der Copa-Geschichte überhaupt.

## Doping
Am 3. November 2017 wurde Guerrero von der FIFA mit einer 30-tägigen Sperre belegt. Diese wurde aufgrund der eines „von der Norm abweichenden Analyseergebnis“ aus der Urinprobe nach dem Qualifikationsspiel zur Fußball-Weltmeisterschaft 2018 am 5. Oktober in Argentinien verhängt. Drei Tage später erklärte der Anwalt von Guerrero, dass dieser keine verbotenen Substanzen bewusst konsumiert habe. Es werde davon ausgegangen, dass die Ursache für die positive Dopingprobe in einem verunreinigten Grippemedikament liege. Im Blut von Guerrero wurde der Stoff Benzoylecgonin gefunden, welcher auf die Einnahme von Kokain schloss. Bis zum 26. November 2017 musste Guerrero eine schriftliche Stellungnahme bei der FIFA einreichen. Der Verhandlungstermin wurde auf den 30. November in Zürich festgelegt. Im Dezember sperrte die FIFA Guerrero für ein Jahr. Am 20. Dezember wurde die Sperre auf ein halbes Jahr verkürzt. Vor dem CAS forderte Guerrero eine komplette Rücknahme der Sperre, während die WADA eine Erhöhung auf die üblichen ein bis zwei Jahre forderte. Der CAS verurteilte Guerrero im Mai 2018 zu einer Gesamtsperre von 14 Monaten, so dass Guerrero die Weltmeisterschaft 2018 in Russland verpasst hätte. Dagegen zog Guerrero vor das Schweizer Bundesgericht. Das Gericht entschied Ende Mai, dass die Sperre bis zur Entscheidung provisorisch ausgesetzt wird. Im Juli 2018 enthüllte die ARD Doping-Praktiken des Guerrero behandelnden Arztes. Nach der WM hob das Bundesgericht die vorübergehende Aussetzung der Sanktion wieder auf, so dass die Sperre wieder in Kraft trat. Sie endete im April 2019.

## Erfolge

### Nationalmannschaft
- Zweiter der Copa América 2019
- Dritter der Copa América 2011, 2015

### Vereine
FC Bayern München Amateure
- Meister der Regionalliga Süd 2004

FC Bayern München
- Deutscher Meister 2005, 2006
- DFB-Pokal-Sieger 2005, 2006
- DFL-Ligapokal-Sieger 2004

Hamburger SV
- UEFA Intertoto Cup-Sieger 2007

Corinthians São Paulo
- FIFA-Klub-Weltmeister 2012
- Recopa Sudamericana-Sieger 2013
- Staatsmeister von São Paulo 2013

CR Flamengo
- Staatsmeister von Rio de Janeiro 2017

LDU Quito
- Copa Sudamericana 2023

### Persönliche Erfolge und Auszeichnungen
- Bola de Prata: 2014
- Torschützenkönig der Copa América 2011, 2015, 2019
- Torschützenkönig der Primeira Liga do Brasil 2016
- Torschützenkönig der Regionalliga Süd: 2003/04 (gemeinsam mit Zvjezdan Misimović)
- Copa América 2019: Mannschaft des Turniers[27]
- Torschützenkönig des Copa do Brasil 2019 mit Internacional (5 Tore)